# Championnat du Suriname de football 1997
Navigation
Saison précédente Saison suivante
La saison 1997 du Championnat du Suriname de football est la soixante-troisième édition de la Hoofdklasse, le championnat de première division au Suriname. Les dix formations de l'élite sont réunies au sein d'une poule unique où elles s'affrontent trois fois au cours de la saison. À l'issue du championnat, le dernier est relégué tandis que les 8e et 9e doivent disputer un barrage de promotion-relégation face à quatre clubs de deuxième division.
C'est le SV Transvaal, tenant du titre, qui remporte à nouveau la compétition cette saison après avoir terminé en tête du classement final, avec quatre points d'avance sur le SV Robinhood et seize sur le Sportvereniging Nationaal Leger. Il s’agit du dix-huitième titre de champion du Suriname de l'histoire du club.

## Les clubs participants
- SV Voorwaarts
- Jai Hind 92 - Promu de Eerste Klasse
- Sportvereniging Nationaal Leger
- SV Prekash
- SV Leo Victor
- Inter Moengotapoe
- SV Road - Promu de Eerste Klasse
- SV Transvaal
- SV Corona Boys
- SV Robinhood

## Compétition
Le barème de points servant à établir le classement se décompose ainsi :
- Victoire : 3 points
- Match nul : 1 point
- Défaite : 0 point

### Classement
| Rang | Équipe                          | Pts | J  | G  | N  | P  | Bp | Bc | Diff |
| ---- | ------------------------------- | --- | -- | -- | -- | -- | -- | -- | ---- |
| 1    | SV TransvaalT                   | 64  | 27 | 19 | 7  | 1  | 49 | 13 | +36  |
| 2    | SV RobinhoodC                   | 60  | 27 | 19 | 3  | 5  | 42 | 17 | +25  |
| 3    | Sportvereniging Nationaal Leger | 48  | 27 | 12 | 12 | 3  | 33 | 16 | +17  |
| 4    | Inter Moengotapoe               | 40  | 27 | 10 | 10 | 7  | 32 | 22 | +10  |
| 5    | SV Leo Victor                   | 37  | 27 | 10 | 7  | 10 | 34 | 28 | +6   |
| 6    | Jai Hind 92P                    | 28  | 27 | 6  | 10 | 11 | 26 | 33 | -7   |
| 7    | SV Voorwaarts                   | 27  | 27 | 6  | 9  | 12 | 23 | 30 | -7   |
| 8    | SV Prekash                      | 23  | 27 | 6  | 5  | 16 | 29 | 51 | -22  |
| 9    | SV RoadP                        | 22  | 27 | 6  | 4  | 17 | 23 | 48 | -25  |
| 10   | SV Corona Boys                  | 19  | 27 | 4  | 7  | 16 | 21 | 54 | -33  |

|  | Qualification pour la CFU Club Championship 1997                                     |
|  | Participation au barrage de promotion-relégation                                     |
|  | Relégation en Eerste Klasse                                                          |
|  | T : Tenant du titre C : Vainqueur de la Coupe du Suriname P : Promu de Eerste Klasse |

### Matchs

#### Barrages de promotion-relégation
Le SV Prekash et le SV Road affrontent quatre clubs de deuxième division en barrage. Les six formations sont réparties en deux poules de trois dont seul le premier accède ou se maintient en Hoofdklasse.
| Rang | Équipe                  | Pts | J | G | N | P | Bp | Bc | Diff |  | Résultats (▼ dom., ► ext.) | KDe | Box | Pre |
| ---- | ----------------------- | --- | - | - | - | - | -- | -- | ---- |  | -------------------------- | --- | --- | --- |
| 1    | SCSV Kamal Dewaker (D2) | 6   | 2 | 2 | 0 | 0 | 6  | 2  | +4   |  | SCSV Kamal Dewaker (D2)    |     |     | 3-2 |
| 2    | SV Boxel (D2)           | 3   | 2 | 1 | 0 | 1 | 2  | 3  | -1   |  | SV Boxel (D2)              | 0-3 |     |     |
| 3    | SV Prekash              | 0   | 2 | 0 | 0 | 2 | 2  | 5  | -3   |  | SV Prekash                 |     | 0-2 |     |

| Rang | Équipe       | Pts | J | G | N | P | Bp | Bc | Diff |  | Résultats (▼ dom., ► ext.) | Roa | Pet | PVV |
| ---- | ------------ | --- | - | - | - | - | -- | -- | ---- |  | -------------------------- | --- | --- | --- |
| 1    | SV Road      | 6   | 2 | 2 | 0 | 0 | 4  | 0  | +4   |  | SV Road                    |     | 3-0 |     |
| 2    | SV Peto (D2) | 3   | 2 | 1 | 0 | 1 | 3  | 3  | 0    |  | SV Peto (D2)               |     |     | 3-0 |
| 3    | PVV (D2)     | 0   | 2 | 0 | 0 | 2 | 0  | 4  | -4   |  | PVV (D2)                   | 0-1 |     |     |

## Bilan de la saison
| Championnat du Suriname de football 1997 |                          |
| Champion                                 | SV Transvaal (18e titre) |
| Coupes et trophées                       |                          |
| Vainqueur de la Coupe du Suriname 1997   | SV Robinhood             |
| Qualifications continentales             |                          |
| CFU Club Championship 1997               | SV Transvaal             |
| Promotions et relégations                |                          |
| Promus en Hoofdklasse                    | SV DEGO                  |
| Promus en Hoofdklasse                    | SCSV Kamal Dewaker       |
| Relégués en Eerste Klasse                | SV Prekash               |
| Relégués en Eerste Klasse                | SV Corona Boys           |